# Aequorea pensilis
Aequorea pensilis is een hydroïdpoliep uit de familie Aequoreidae. De poliep komt uit het geslacht Aequorea. Aequorea pensilis werd in 1879 voor het eerst wetenschappelijk beschreven door Haeckel. 